# Богданчани
Богданчани (единствено число богданчанин, богданчанка, на македонска литературна норма: Богданчани) са жителите на град Богданци, Северна Македония. Това е списък на най-известните от тях.

## Родени в Богданци
А — Б — В — Г — Д –
Е — Ж — З — И — Й –
К — Л — М — Н — О –
П — Р — С — Т — У –
Ф — Х — Ц — Ч — Ш –
Щ — Ю — Я

### А
- Атанас Бойков (1913 - ?), югославски политик
- Атанас Вангелов (р. 1946), северномакедонски писател

### Б
- Борис Козов (1899 - 1928), български революционер и военен
- Борис Левтеров, български революционер, деец на ВМРО[1]

### В
- Васил Пецанов, български революционер, деец на ВМОРО[2]
- Васил Христов Кьортошев (? – 1905), български революционер, четник на ВМОРО[3], убит на 1 март 1905 година в местността Рудина чука край Смол[4]
- Васил Люледжиев (1881 - 1916), български революционер, деец на ВМОРО
- Васил Узунов (? - 1918), български революционер, деец на ВМОРО

### Г
- Георги Богданцалията (Γιώργος Καραϊσκάκης) (? - 1910), гръцки андартски капитан[5]
- Георги Колозов (1948 – 2003), артист от Република Македония
- Гоно Ванев (1867 – ?), български революционер, деец на ВМОРО, македоно-одрински опълченец
- Гоно Мицов Каркалашев (? – 1905), български революционер, четник на ВМОРО, убит на 1 март 1905 година в местността Рудина чука край Смол[4]
- Гоно Мицов Стоилов, български революционер, деец на ВМОРО[2]
- Гоно Петрушев, български революционер, деец на ВМОРО[2]
- Григор Илиев Каркамишев, български революционер, деец на ВМОРО[2]
- поп Григор Янев, български свещеник и революционер, деец на ВМОРО

### Д
- Дельо Калъчев (1877 – 1917), български революционер, деец на ВМОРО
- Дельо Пецанов, български революционер, деец на ВМОРО[2]
- Димитър Теменугов (1919 – 2001), югославски партизанин и политик
- Димо Андонов Инджекъчов, български революционер, деец на ВМОРО[2]
- Динката Стоилов, ръководител на революционния комитет в Богданци в 1901 година[6]
- Дино Андонов Инджекъчов (? – 1903), български революционер, четник на ВМОРО, убит на 2 септември 1903 година в Балинци[4]
- Дино Петрушев (1858 - след 1943), български революционер, деец на ВМОРО[2]

### И
- Иван Ванчев, български революционер, деец на ВМРО[1]
- Иван Марков – Брата или Кочоглу, деец на ВМРО и четник[7][8]
- Иван Чакалов, български революционер, четник на ВМОРО[4]
- Игнат Иванов Шишков (Бочаров), български комунист, роден в 1898 година, член на БКП от 1918 година, в СССР от 1928 година, член на ВКП (б) от 1928 година, арестуван на 15 октомври 1937  година, като референт в 9 отдел на ГУГБ НКВД., осъден на смърт и разстрелян на 10 януари 1938 година, посмъртно реабилитиран с определение на Военната колегия на Върховния съд на СССР, 7 април 1956 година[9]
- Илия Габровалиев (? – 1911), български духовник
- Илия Каркалашев (1885 – ?), македоно-одрински опълченец, четата на Гоно Ванев[10]

### К
- Кирил Петрушев (1885 – 1980), югославски политик, член на АСНОМ, вътрешен министър на НРМ
- Коста Бояджиевски (1930 – 2006), книгоиздател от Република Македония
- Костадин Димитров, четник в доброволческата чета на Стоян Богданцалията
- Костадин Каркалашев (1997 – 1937), български революционер, деец на БКП
- Коце Стаменов, български революционер, деец на ВМОРО[2]
- Кръсто Янев, български революционер, деец на ВМРО[11]
- Кръстю Петрушев (1913 - 2007), български революционер от ВМРО

### М
- Мито Ташакманов, български революционер, деец на ВМОРО[2]
- Михаил Василев Шапкаров, български революционер, деец на ВМОРО[2]
- Михаил Георгиев Пешков (? – 1905), български революционер, четник на ВМОРО, убит на 1 март 1905 година в местността Рудина чука край Смол[4]
- Михаил Иванов Таушанов (? – 1905), български революционер, деец и четник на ВМОРО, убит на 1 септември 1905 година с Леонид Янков[2][4]
- Михаил Сионидис (1870 - 1935), гръцки андартски капитан[12][13]
- Мицо Донин Кадията (? – 1905), български революционер, легален деец, а от 1901 година след Баялката афера четник на ВМОРО, убит на 1 март 1905 година в местността Рудина чука край Смол[2][4]
- Мицо Янов Марков (? – 1905), български революционер, четник на ВМОРО, убит на 1 март 1905 година в местността Рудина чука край Смол[4]

### П
- Панде Каркалашев, български духовник и революционер

- Петър Гавалянов (1920 – 1944), югославски партизанин, Струмишки партизански отряд[14]
- Петър Каркалашев (1874 - 1905), български революционер, четник на ВМОРО, убит на 1 март 1905 година в местността Рудина чука край Смол[4]
- Павел Каркалашев (1904 – 1933), български революционер, деец на ВМРО (обединена)

### С
- Спас Таушанов, терорист на ВМРО
- Ст. П. Иванов, български революционер, деец на ВМОРО, жив към 1918 г.[15]
- Стефан Каркалашев, терорист на ВМРО
- Стоян Богданцалията, български революционер

### Т
- Тенчо Георгиев Ампов Богданцалиев (1870 – след 1943), български революционер
- Туше Гонов Петрушев (? – 1905), български революционер, четник на ВМОРО, убит на 1 септември 1905 година с Леонид Янков[4]

### Х
- Христо Гонов Карапуцев, български революционер, деец на ВМОРО[2]
- Христо Гонов Чакалов, български революционер, деец и четник на ВМОРО[2][4]
- Христо Дельов (1869 - 1957), гръцки андартски деец
- Христо Кенин, български просветен деец
- Христо Трайков Лисичков, български просветен деец, учител в 1901 година в Богданци, заточен след Солунската афера в Бодрум кале,[16] районен ръководител на ВМОРО в Богданци през 1905 година,[17][2] жив към 1918 г.[15]
- Христо Пецов (1854 – 1934), гръцки просветен деец

### Я
- Яким Попдучев, български революционер, деец на ВМРО[1]
- Янко Христов Шапкаров, български революционер, деец на ВМОРО[2]

## Починали в Богданци
- Георги Гагалев (1880 – 1915), български революционер от ВМОРО
- Димитър Теменугов (1919 – 2001), югославски партизанин и политик
- Никифор Христосков (1888 – 1915), български есперантист

## Свързани с Богданци
- Костадин Георгиев (ок.1857 – ?), екзархийски свещеник в Богданци през 1875 година и Хотово (1875-1915)[18]